# L'Adoration des bergers (Giorgione)
Pour les articles homonymes, voir L'Adoration des bergers.
L'Adoration des bergers, aussi connue sous le nom de Nativité d'Allendale, du nom d'un ancien propriétaire, est un tableau sur bois du peintre italien de la Renaissance Giorgione, achevé entre 1505 et 1510 environ selon la National Gallery of Art. Tableau vénitien certain de cette époque, cette attribution est désormais habituelle, bien que non universelle ; l'autre point de vue courant est qu'il s'agit d'une œuvre de jeunesse du Titien. Il est conservé à la National Gallery of Art de Washington (district de Columbia), États-Unis.
Un groupe de peintures est parfois décrit comme le « groupe Allendale », d'après la Nativité d'Allendale. Ce groupe comprend une autre peinture de Washington, la Sainte Famille, et un panneau de prédelle avec une Adoration des Mages à la National Gallery de Londres. Ce groupe, souvent élargi aujourd'hui pour inclure une autre Adoration des bergers de Vienne (Autriche), est généralement inclus (de plus en plus) ou exclu de l'œuvre de Giorgione.

## Description et composition
Giorgione a représenté la scène principale à droite, devant une grotte sombre, tandis qu'à gauche se trouve un paysage lumineux couronné d'arbres. Une tension dramatique est obtenue par le choix de placer les pèlerins bergers agenouillés au centre du tableau. L'ensemble du groupe composé des parents, de l'Enfant Jésus et des pèlerins forme un rectangle ancré, qui constitue un point focal contrebalancé par le paysage qui s'éloigne sur la gauche. Un ange minuscule se trouve parmi les branches en haut à gauche.

## Histoire

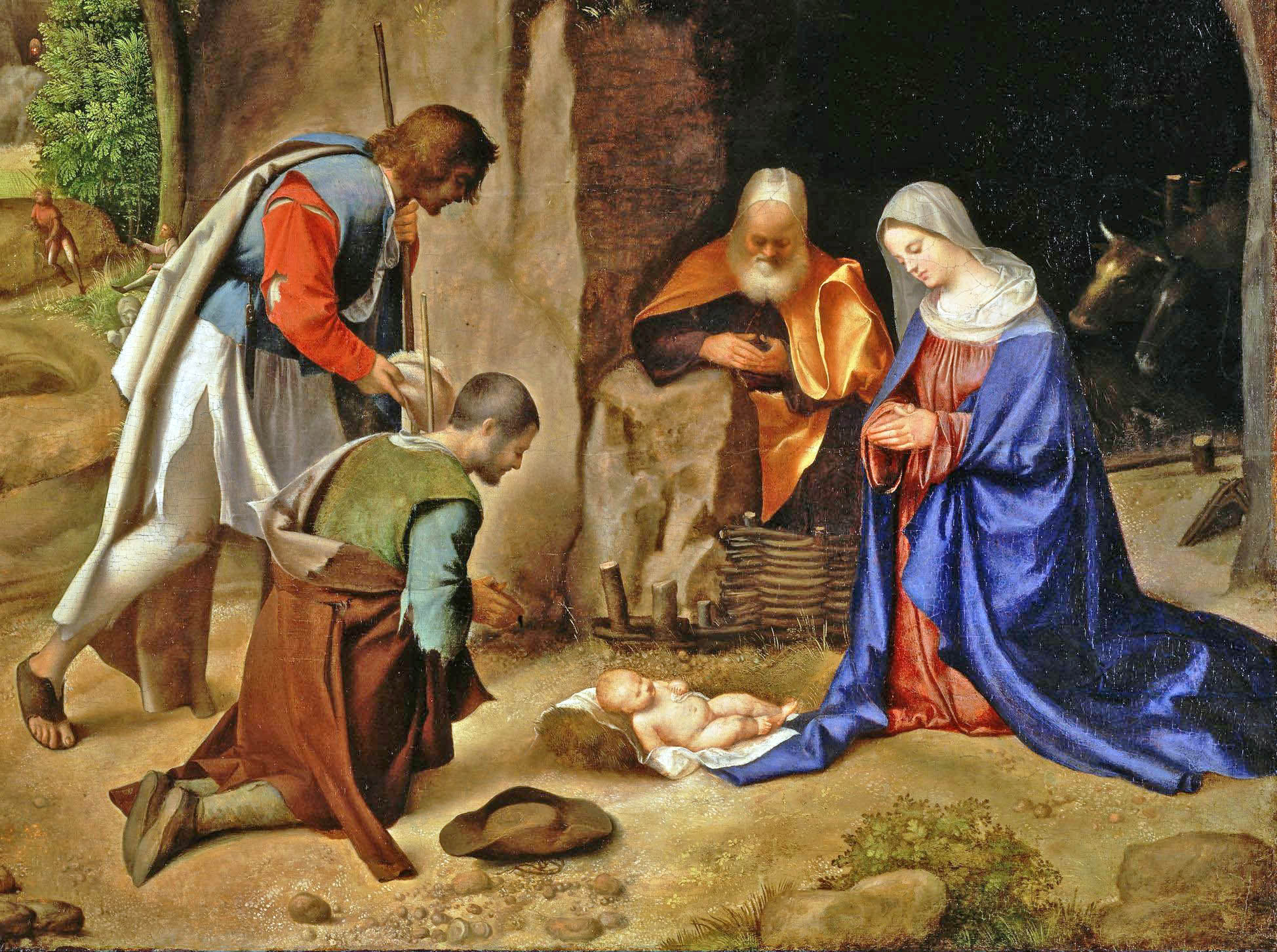
Détail.

Cette œuvre est probablement réalisée par Giorgione alors qu'il travaille dans l'atelier de Vincenzo Catena, un disciple du style de Giovanni Bellini.
Le tableau appartenait au cardinal Joseph Fesch (1763–1839) et fut vendu au Palazzo Ricci, à Rome, le 18 mars 1845 (lot 874) sous le nom d'Adoration des bergers par « Giorgon (Giorgio Barbarelli dit le) » pour 1 760 écus,. Le cardinal est un oncle de Napoléon Ier et un collectionneur compulsif. La vente des 17 et 18 mars comportait 1 837 tableaux, alors que le musée du Louvre en possédait alors 1 406. La collection comprenait Le Jugement dernier de Fra Angelico et La Danse de la vie humaine de Nicolas Poussin.
Il appartient ensuite à Claudius Tarral de Paris et est vendu chez Christie's, à Londres, le 11 juin 1847 (lot 55) sous le nom d'Adoration des bergers de Giorgione. La vente comprend 55 tableaux et rapporte 3 383 £. Le Giorgione est vendu pour 1 470 guinées (1 544 £). Cette somme importante par rapport au total de la vente et le fait qu'il s'agisse du dernier lot vendu indiquent qu'il s'agit de l'objet phare de la vente.
Lors de cette vente, il devient la propriété de Thomas Wentworth Beaumont (1792–1848) de Bretton Hall, West Yorkshire, Angleterre. Il passe à Wentworth Blackett Beaumont, 1er baron Allendale (1829-1907), à son fils, Wentworth Beaumont (1er vicomte Allendale) (1860-1923) et à son petit-fils, Wentworth Beaumont, 2e vicomte Allendale (1890-1956),.
Joseph Duveen conclut les négociations pour acquérir la Nativité auprès de Lord Allendale le 5 août 1937,. Elle est acquise par Duveen Brothers à « un prix Giorgionesque » selon le collègue de Duveen, Edward Fowles, (315 000 $ et 5 000 $ au marchand Charles Ruck). L'expert de Duveen, l'historien de l'art Bernard Berenson, croit fermement que le tableau est un Titien primitif ; une dispute s'ensuit. La Nativité d'Allendale provoque finalement la rupture entre Lord Duveen et Berenson, mettant fin à l'une des relations les plus influentes de l'histoire de l'art moderne. Duveen vend le tableau, en tant que Giorgione, à Samuel Kress, le magnat des grands magasins, pour 400 000 $ en 1938, qui expose la Nativité dans la vitrine de son magasin de la Cinquième Avenue pendant la période de Noël de cette année-là.

## Attribution

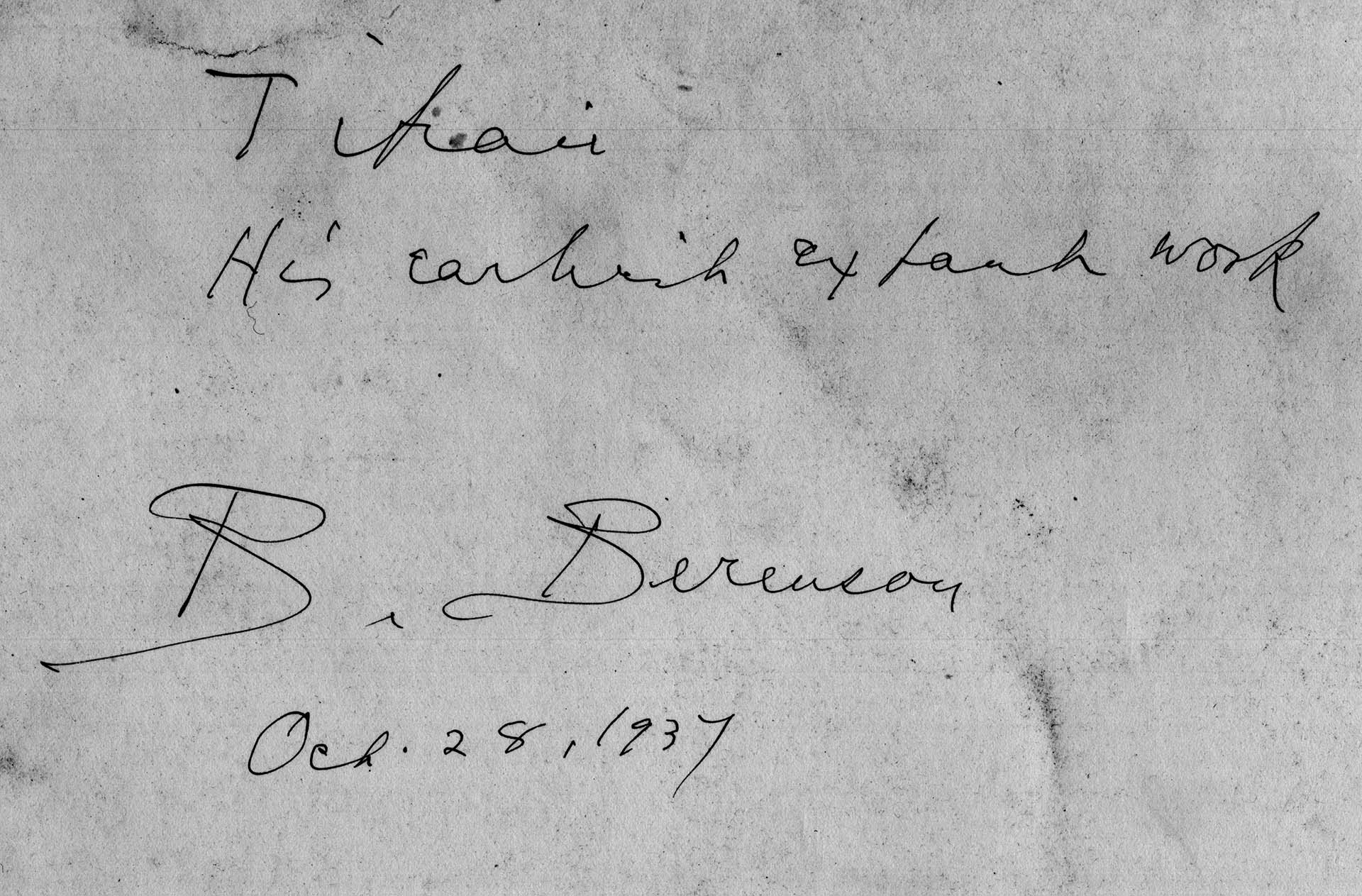
Verso d'une photographie de la Nativité d'Allendale où Berenson note son opinion sur le tableau comme étant de Titien, 28 octobre 1937, © Kress Collection of Historic Images, National Gallery of Art Library, Washington, DC.

Joseph Archer Crowe et Giovanni Battista Cavalcaselle concluent dès 1871 que le tableau est de Giorgione. Berenson, dans son Venetian Painters (1894) attribue provisoirement le tableau à Vincenzo Catena. En 1912, Roger Fry écrit que « l'examen des formes, en particulier du paysage et du feuillage au premier plan, laisse peu de doute dans mon esprit qu'il s'agisse de Cariani ». En 1937, Berenson écrit : « ce doit être une œuvre de Titien, peut-être sa première œuvre, mais seulement à moitié sortie de l'œuf, l'autre moitié encore dans la formule giorgionesque ». Il réitère cette opinion au dos d'une photographie en 1937, « Titien, sa première œuvre connue ».
Dans la liste de l' « école vénitienne » de Berenson de 1957, le tableau est attribué en partie à Giorgione avec « la Vierge et le paysage probablement terminés par Titien ». Dans le catalogue Shapley de 1979 de la National Gallery of Art, le tableau est présenté comme de Giorgione avec cinq dissidents, dont Ellis Waterhouse et Sydney Joseph Freedberg.